# Романовка (Тюхтетский район)
Романовка — деревня в Тюхтетском районе Красноярского края России. Входит в состав Тюхтетского сельсовета. Находится на левом берегу реки Айдат (приток реки Четь), примерно в 12 км к юго-западу от районного центра села Тюхтет, на высоте 189 метров над уровнем моря.

## Население
| 2010 |
| ---- |
| 34   |

Гендерный состав
По данным Всероссийской переписи населения 2010 года 22 мужчины и 12 женщин из 34 чел.

## Улицы
Уличная сеть деревни состоит из одной улицы (ул. Рабочая).